# フリースタイル (企業)

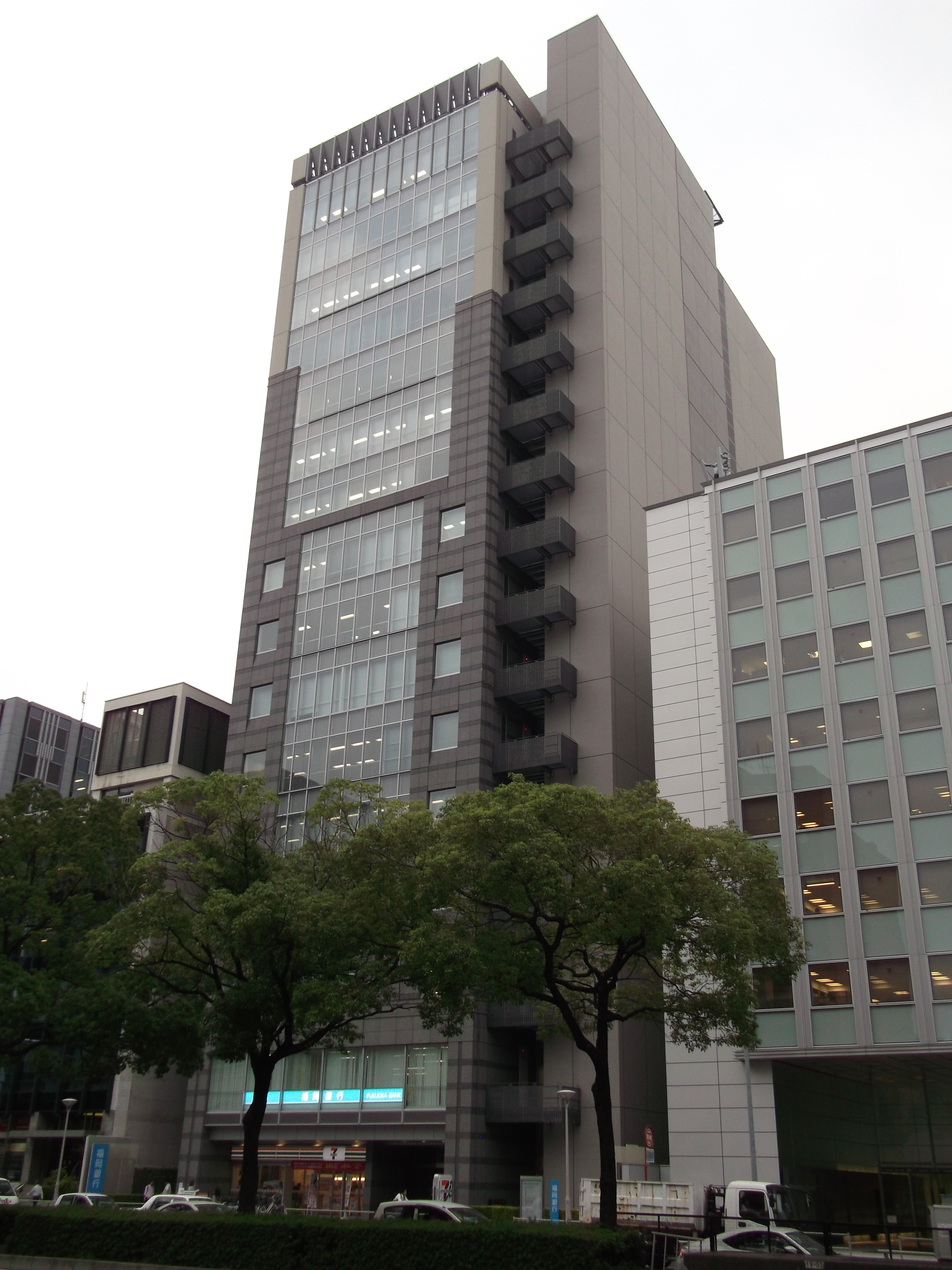
本社が入居するオリックス名古屋錦ビル（2014年10月）

株式会社フリースタイル（FREE STYLE, Inc.）は、愛知県名古屋市に本社を置くIT企業。ITソリューション事業、ゲームソフト開発事業、イノベーション事業の3つを主軸としている。

## 業務内容

### ITソリューション事業
コンピュータネットワーク、インフラストラクチャーの整備・運用・保守、サーバ構築、プログラム開発などの様々なビジネスやサービスについて企業が抱えている問題や不便の解消・効率化（システムエンジニアリングサービス契約）の提供を行う事業。

### ゲームソフト開発事業
ゲームソフト・モバイルアプリケーション・デジタルコンテンツの企画・開発及び運用事業を行っている。

#### 自社開発ゲーム・アプリ
- マホウノトビラ（2014年、iOS・Android） - 2016年2月19日にサービス終了[2]
- アロット・オブ・ストーリーズ（2016年、iOS・Android）
- オバケイドロ!（2019年8月1日、Nintendo Switch）
- 18TRIP（2024年5月23日、iOS・Android、配信：リベル・エンタテインメント）
- オバケイドロ2（2025年夏予定、Nintendo Switch 2）

### イノベーション事業
アプリケーションソフトウェア・業務系システム・ウェブサイト制作・IT関連ツールなどの受託開発（アウトソーシングサービス）・自社製品開発を行っている。